# Liste des aéroports dans les Territoires du Nord-Ouest
Il s'agit d'une liste alphabétique des aéroports, des aérodromes et des héliports d'une province ou d'un territoire du Canada. Ils sont énumérés dans le format : 
1. Communauté
2. Nom de l'aéroport comme indiqué dans l'un des Supplément de vol-Canada (CSA) ou par l'autorité aéroportuaire, éventuellement suivi par d'autres nom,
3. Code OACI (Organisation de l'aviation civile internationale): ICAO en anglais
4. Code IATA (Association internationale du transport aérien)
5. Code Transports Canada Lieu identifiant (LID TC) : le « TC LID » est le « lieu d'identification » donné par Transports Canada, représentant le nom et le lieu d'un aéroport. C'est une aide de direction pour aider la circulation aérienne, les télécommunications et les programmes d'ordinateur.
6. Coordonnées géographiques de l'aéroport

Les aéroports qui font partie du réseau national des aéroports sont en caractères gras.

## Aéroports des Territoires du Nord-Ouest[1],[2]
| Ville                          | Nom de l'aéroport                                      | ICAO | TC LID | IATA | Coordonnées                   |
| ------------------------------ | ------------------------------------------------------ | ---- | ------ | ---- | ----------------------------- |
| Aklavik                        | Aéroport Aklavik/Freddie Carmichael                    | CYKD |        | LAK  | 68° 13′ 24″ N, 135° 00′ 21″ O |
| Aklavik                        | Hydroaérodrome Aklavik                                 |      | CER6   |      | 68° 13′ 21″ N, 134° 59′ 30″ O |
| Behchoko                       | Aéroport Rae/Edzo                                      |      | CRE2   |      | 62° 46′ 00″ N, 116° 05′ 01″ O |
| Colville Lake                  | Aéroport Colville Lake/Tommy Kochon                    |      | CEB3   | YCK  | 67° 02′ 00″ N, 126° 05′ 00″ O |
| Colville Lake                  | Hydroaérodrome Colville Lake                           |      | CED7   |      | 67° 03′ 00″ N, 126° 06′ 00″ O |
| Deline                         | Aéroport Déline                                        | CYWJ |        | YWJ  | 65° 12′ 40″ N, 123° 26′ 11″ O |
| Deline                         | Hydroaérodrome Déline                                  |      | CEN7   |      | 65° 11′ 00″ N, 125° 25′ 00″ O |
| Diavik Diamond Mine            | Aéroport Diavik                                        |      | CDK2   |      | 64° 30′ 41″ N, 110° 17′ 22″ O |
| Ekati Diamond Mine             | Aéroport Ekati                                         | CYOA |        | YOA  | 64° 41′ 56″ N, 110° 36′ 53″ O |
| Fort Good Hope                 | Aéroport Fort Good Hope                                | CYGH |        | YGH  | 66° 14′ 27″ N, 128° 39′ 03″ O |
| Fort Liard                     | Aéroport Fort Liard                                    | CYJF |        | YJF  | 60° 14′ 08″ N, 123° 28′ 12″ O |
| Fort McPherson                 | Aéroport Fort McPherson                                | CZFM |        | ZFM  | 67° 24′ 27″ N, 134° 51′ 38″ O |
| Fort Providence                | Aéroport Fort Providence                               | CYJP |        |      | 61° 19′ 09″ N, 117° 36′ 22″ O |
| Fort Reliance                  | Hydroaérodrome Fort Reliance                           |      | CJN8   |      | 62° 42′ 00″ N, 109° 10′ 00″ O |
| Fort Resolution                | Aéroport Fort Resolution                               | CYFR |        | YFR  | 61° 10′ 51″ N, 113° 41′ 23″ O |
| Fort Simpson                   | Aéroport Fort Simpson                                  | CYFS |        | YFS  | 61° 45′ 37″ N, 121° 14′ 11″ O |
| Fort Simpson                   | Aéroport Fort Simpson Island                           |      | CET4   |      | 61° 52′ 00″ N, 121° 21′ 58″ O |
| Fort Simpson                   | Hydroaérodrome Fort Simpson Island                     |      | CEZ7   |      | 61° 52′ 00″ N, 121° 22′ 00″ O |
| Fort Simpson                   | Héliport Fort Simpson/(Great Slave No. 1)              |      | CFS2   |      | 61° 50′ 18″ N, 121° 19′ 35″ O |
| Fort Simpson                   | Héliport Fort Simpson (Great Slave No. 2)              |      | CFD8   |      | 61° 50′ 12″ N, 121° 19′ 30″ O |
| Fort Smith                     | Héliport Fort Smith (District)                         |      | CEC5   |      | 60° 00′ 11″ N, 111° 54′ 34″ O |
| Fort Smith                     | Aérodrome Tundra Mine/Salamita Mine                    |      | CTM7   |      | 64° 04′ 22″ N, 111° 09′ 48″ O |
| Fort Smith                     | Aéroport Fort Smith                                    | CYSM |        | YSM  | 60° 01′ 13″ N, 111° 57′ 43″ O |
| Frank Channel                  | Héliport de Frank Channel (Forestry)                   |      | CFB2   |      | 62° 47′ 10″ N, 115° 56′ 45″ O |
| Gamèti                         | Aéroport de Gamètì/Rae Lakes                           | CYRA |        | YRA  | 64° 06′ 58″ N, 117° 18′ 35″ O |
| Hay River                      | Héliport de Hay River (District)                       |      | CET5   |      | 60° 47′ 04″ N, 115° 49′ 33″ O |
| Hay River                      | Aéroport de Hay River/Merlyn Carter                    | CYHY |        | YHY  | 60° 50′ 23″ N, 115° 46′ 58″ O |
| Hay River                      | Hydroaérodrome de Hay River                            |      | CEF8   |      | 60° 51′ 07″ N, 115° 43′ 50″ O |
| Inuvik                         | Aéroport d'Inuvik (Mike Zubko)                         | CYEV |        | YEV  | 68° 18′ 14″ N, 133° 28′ 59″ O |
| Inuvik                         | Hydroaérodrome d'Inuvik/Shell Lake                     |      | CEE3   |      | 68° 19′ 00″ N, 133° 37′ 00″ O |
| Jean Marie River               | Aéroport de Jean Marie River                           |      | CET9   |      | 61° 31′ 21″ N, 120° 37′ 30″ O |
| Kasba Lake Lodge               | Aéroport de Kasba Lake                                 |      | CJL8   |      | 60° 17′ 27″ N, 102° 30′ 11″ O |
| Kasba Lake Lodge               | Hydroaérodrome de Kasba Lake                           |      | CJP5   |      | 60° 17′ 00″ N, 102° 31′ 00″ O |
| Kennady Lake                   | Aérodrome de Gahcho Kue                                |      | CGK2   |      | 63° 25′ 59″ N, 109° 11′ 59″ O |
| Lutselk'e                      | Aéroport de Lutselk'e                                  | CYLK |        |      | 62° 25′ 06″ N, 110° 40′ 56″ O |
| Lutselk'e                      | Hydroaérodrome Lutselk'e                               |      | CEB9   |      | 62° 24′ 00″ N, 110° 45′ 00″ O |
| Nahanni Butte                  | Aéroport Nahanni Butte                                 |      | CBD6   |      | 61° 01′ 47″ N, 123° 23′ 20″ O |
| Nahanni Butte                  | Hydroaérodrome Nahanni Butte                           |      | CET8   |      | 61° 02′ 00″ N, 123° 21′ 00″ O |
| Nahanni National Park Reserve  | Hydroaérodrome Virginia Falls                          |      | CFV5   |      | 61° 36′ 00″ N, 125° 45′ 00″ O |
| Namushka Lodge                 | Hydroaérodrome Namushka Lodge                          |      | CEP9   |      | 62° 25′ 00″ N, 113° 21′ 00″ O |
| Norman Wells                   | Aéroport Norman Wells                                  | CYVQ |        | YVQ  | 65° 16′ 54″ N, 126° 47′ 54″ O |
| Norman Wells                   | Hydroaérodrome Norman Wells                            |      | CEU8   |      | 65° 15′ 26″ N, 126° 41′ 07″ O |
| North of Sixty Fishing Camps   | Aéroport Obre Lake/North of Sixty                      |      | CKV4   | YDW  | 60° 18′ 56″ N, 103° 07′ 54″ O |
| North of Sixty Fishing Camps   | Hydroaérodrome Obre Lake/North of Sixty                |      | CKP8   |      | 60° 19′ 13″ N, 103° 07′ 36″ O |
| Paulatuk                       | Aéroport Paulatuk (Nora Aliqatchialuk Ruben)           | CYPC |        | YPC  | 69° 21′ 38″ N, 124° 04′ 33″ O |
| Paulatuk                       | Hydroaérodrome Paulatuk                                |      | CEW8   |      | 69° 21′ 00″ N, 124° 04′ 00″ O |
| Plummers Great Bear Lake Lodge | Aéroport Great Bear Lake                               |      | CFF4   | DAS  | 66° 42′ 11″ N, 119° 43′ 02″ O |
| Plummers Great Bear Lake Lodge | Hydroaérodrome Great Bear Lake                         |      | CES9   |      | 66° 42′ 30″ N, 119° 41′ 00″ O |
| Plummers Great Slave Lodge     | Aéroport Taltheilei Narrows                            |      | CFA7   |      | 62° 35′ 50″ N, 111° 32′ 28″ O |
| Plummers Great Slave Lodge     | Hydroaérodrome Taltheilei Narrows                      |      | CED9   |      | 62° 36′ 00″ N, 111° 31′ 00″ O |
| Prairie Creek                  | Aéroport Prairie Creek                                 |      | CBH4   |      | 61° 33′ 53″ N, 124° 48′ 54″ O |
| Sachs Harbour                  | Aéroport Sachs Harbour (David Nasogaluak Jr. Saaryuaq) | CYSY |        | YSY  | 71° 59′ 38″ N, 125° 14′ 33″ O |
| Aéroport Snap Lake             | Snap Lake                                              |      | CSK6   |      | 63° 35′ 37″ N, 110° 54′ 20″ O |
| Snare River                    | Aéroport Snare River                                   |      | CEV9   |      | 63° 26′ 00″ N, 116° 11′ 00″ O |
| Taltson River                  | Aéroport Taltson River                                 |      | CFW5   |      | 60° 23′ 39″ N, 111° 20′ 50″ O |
| Thor Lake                      | Aérodrome Thor Lake                                    |      | CTH2   |      | 62° 06′ 03″ N, 112° 37′ 32″ O |
| Trophy Lodge                   | Aéroport Ford Bay                                      |      | CBC2   |      | 66° 02′ 15″ N, 124° 42′ 54″ O |
| Trophy Lodge                   | Hydroaérodrome Ford Bay                                |      | CEL7   |      | 66° 02′ 00″ N, 124° 41′ 00″ O |
| Trout Lake                     | Trout Lake Aéroport                                    |      | CEU9   |      | 60° 26′ 22″ N, 121° 14′ 12″ O |
| Trout Lake                     | Hydroaérodrome Trout Lake                              |      | CEG9   |      | 60° 26′ 00″ N, 121° 15′ 00″ O |
| Tsiigehtchic                   | Hydroaérodrome Arctic Red River                        |      | CES6   |      | 67° 27′ 00″ N, 133° 45′ 00″ O |
| Tuktoyaktuk                    | Aéroport Tuktoyaktuk/James Gruben                      | CYUB |        | YUB  | 69° 26′ 00″ N, 133° 01′ 35″ O |
| Tulita                         | Aéroport Tulita                                        | CZFN |        | ZFN  | 64° 54′ 35″ N, 125° 34′ 21″ O |
| Tundra Mine/Salamita Mine      | Aérodrome Tundra Mine/Salamita Mine                    |      | CTM5   |      | 64° 04′ 22″ N, 111° 09′ 48″ O |
| Tungsten                       | Aéroport Tungsten (Cantung)                            |      | CBX5   |      | 61° 57′ 25″ N, 128° 12′ 10″ O |
| Ulukhaktok                     | Aéroport Ulukhaktok/Holman                             | CYHI |        | YHI  | 70° 45′ 46″ N, 117° 48′ 22″ O |
| Wekweètì                       | Aéroport Wekweètì                                      |      | CFJ2   |      | 64° 11′ 27″ N, 114° 04′ 36″ O |
| Whatì                          | Aéroport Whatì                                         |      | CEM3   |      | 63° 07′ 54″ N, 117° 14′ 46″ O |
| Whatì                          | Hydroaérodrome Whatì                                   |      | CEQ8   |      | 63° 09′ 00″ N, 117° 16′ 00″ O |
| Wrigley                        | Aéroport Wrigley                                       | CYWY |        | YWY  | 63° 12′ 34″ N, 123° 26′ 12″ O |
| Yellowknife                    | Aéroport de Yellowknife                                | CYZF |        | YZF  | 62° 27′ 46″ N, 114° 26′ 25″ O |
| Yellowknife                    | Hydroaérodrome Yellowknife                             |      | CEN9   |      | 62° 28′ 00″ N, 114° 21′ 00″ O |

Les aéroports qui font partie du système national des aéroports sont en caractères gras. 
- Les noms alternatifs sont en parenthèses

## Aéroports abandonnés
| Ville           | Nom de l'aéroport                      | ICAO | TC LID | IATA | Coordonnées                   |
| --------------- | -------------------------------------- | ---- | ------ | ---- | ----------------------------- |
| Colomac Mine    | Aéroport Colomac                       |      | CFY8   |      | 64° 23′ 06″ N, 115° 07′ 29″ O |
| Fort McPherson  | Hydroaérodrome Fort McPherson          |      | CEU7   |      | 67° 27′ 00″ N, 134° 53′ 00″ O |
| Fort Providence | Hydroaérodrome Fort Providence         |      | CEX7   |      | 61° 21′ 00″ N, 117° 40′ 00″ O |
| Hay River       | Hydroaérodrome Hay River/Brabant Lodge |      | CEA8   |      | 61° 03′ 00″ N, 116° 36′ 00″ O |